# Matylda Savojská
Matylda Savojská , Maud, Mahaut (portugalsky Mafalda di Savoia, 1125,? Savojsko – 3. prosince 1157, Coimbra) byla první portugalská královna.

## Život
Matylda se pocházela z dynastie savojských, byla druhou či třetí dcerou hraběte Amadea III. a jeho druhé manželky Matyldy z Albonu. Roku 1146 se provdala za prvního portugalského krále Alfonse I. a v příštích letech dala svému muži sedm potomků. Narození poslední dcery Sanchy zřejmě zaplatila životem. Byla pohřbena v klášteře Sv. kříže v Coimbře.

## Potomci
- Jindřich Portugalský (1147–1155)
- Urraca (1148–1211) ~ 1165 Ferdinand II.
- Matylda (1153–1162) ~ 1159 Alfons II.
- Tereza (1151–1218)

1. ~ 1183 hrabě Filip I. Flanderský
2. ~ 1194 vévoda Odo III. Burgundský

- Sancho I. (1154–1211)
- Jan (1156–1164)
- Sancha (1157–1166/67)